# ورزشگاه لومن فیلد

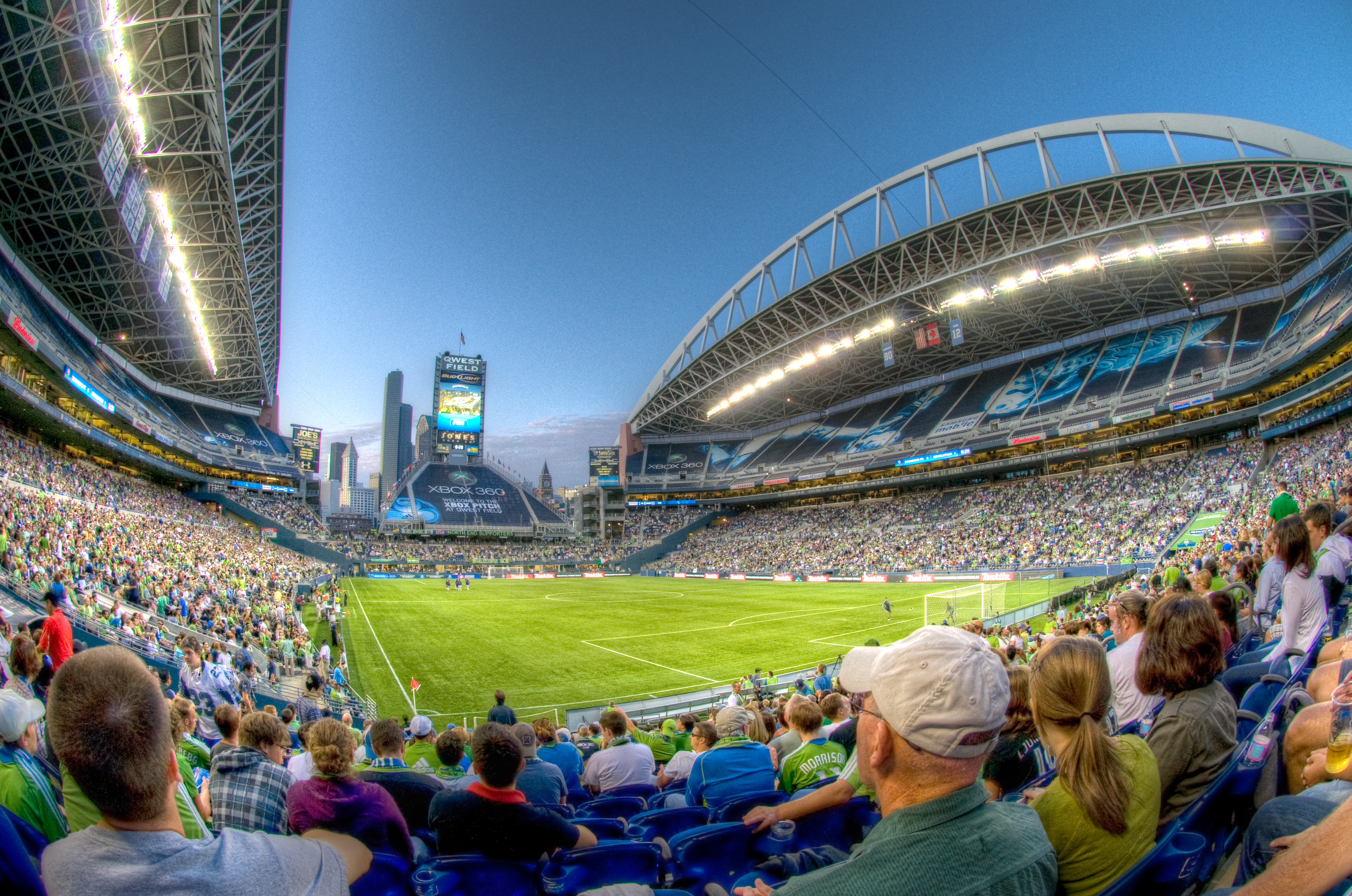

ورزشگاه سنچوری لینک فیلد (به انگلیسی: CenturyLink Field Stadium) یا سابقاً ورزشگاه کوست‌فیلد (به انگلیسی: Qwest Field) با ظرفیت ۶۹،۰۰۰ نفر در شهر سیاتل، واشینگتن ایالت ایالت واشینگتن واقع شده‌است. ابعاد این ورزشگاه ۶۸ در ۱۰۴ متر است. در تاریخ ۲۰۰۲ تأسیس شد و دارای زمین چمن مصنوعی می‌باشد.
معمار این بنا الربی بکت است.